# Jaded (These Years)
Jaded (These Years) è un singolo del gruppo musicale Mest realizzato in collaborazione con Benji Madden dei Good Charlotte, pubblicato dalla Maverick Records il 28 luglio 2003 estratto dall'album Mest.

## Video musicale
Il video musicale del brano, diretto da Steven Murashige.

## Tracce
1. Jaded (These Years) (feat. Benji Madden) – 3:11